# Alin Cârstocea
Alin Ionuț Cârstocea (sinh ngày 16 tháng 1 năm 1992) là một cầu thủ bóng đá người România thi đấu ở vị trí tiền vệ cho Farul Constanța.

## Sự nghiệp quốc tế
Cârstocea thi đấu cho U-19 România tại Giải vô địch bóng đá U-19 châu Âu 2011, diễn ra ở România. Anh ra mắt cho đội U-19 trong giải đấu vào ngày 20 tháng 7 năm 2011 trong trận đấu trước U-19 Cộng hòa Séc.